# مگت (کارولینای جنوبی)
مگت(به انگلیسی: Meggett) شهری در ایالت کارولینای جنوبی کشور ایالات متحده آمریکا است که جمعیت آن در سرشماری سال ۲۰۱۰ میلادی، ۱٬۲۲۶ نفر بوده‌است.